# Hemotórax
Hemotórax é o derrame e presença de sangue na cavidade pleural.
É comumente o resultado de feridas penetrantes. Também pode resultar de qualquer trauma brusco que rompa a vasculatura.
O acúmulo sangüíneo inicial dentro da cavidade pleural é o sangramento advindo do parênquima pulmonar. É normalmente de natureza lenta, devido à baixa pressão pulmonar. Um hemotórax maciço, com rápido acúmulo de sangue, é usualmente devido a lesões no arco aórtico, hilo pulmonar, artérias mamárias internas ou artérias intercostais. Com a presença de grande quantidade de sangue no peito, um hemotórax pode notavelmente reduzir a capacidade vital do pulmão e resultar em choque hipovolêmico.
Um hemotórax é comumente associado a um pneumotórax e pode resultar em acidose metabólica e respiratória via diminuição do débito cardíaco e hipóxia, respectivamente.